# Trò lừa bịp UFO Morristown

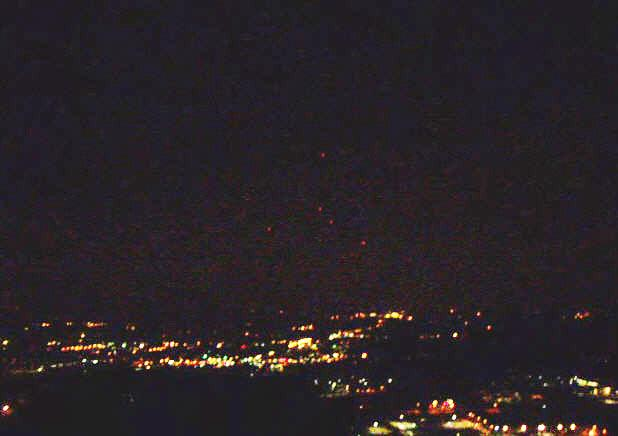
5 ngọn đèn màu đỏ gắn với bóng bay do Chris Russo và Joe Rudy thả trên bầu trời Morristown, New Jersey, Mỹ.

Trò lừa bịp UFO Morristown là một loạt các sự kiện trên không trung liên quan đến thứ ánh sáng màu đỏ lơ lửng bí ẩn trên bầu trời màcư dân địa phương cho rằng đó chính là UFO, lần đầu tiên xảy ra gần Morristown, New Jersey, nước Mỹ vào thứ Hai ngày 5 tháng 1 năm 2009, từ 8 giờ 15 phút tối đến 9 giờ tối. Luồng ánh sáng màu đỏ về sau được nhiều nhân chứng nhìn thấy vào bốn đêm khác: 26 tháng 1, 29 tháng 1, 7 tháng 2 và 17 tháng 2 năm 2009. Vụ việc này ít lâu sau bị lộ là một trò lừa bịp do Joe Rudy và Chris Russo bày ra. Rudy và Russo đã mô tả trò lừa bịp mà họ thực hiện dưới dạng thử nghiệm xã hội, với tham vọng phơi bày "UFO học" là giả khoa học và nâng cao nhận thức về những lời kể không đáng tin cậy của nhân chứng nhìn thấy UFO.

## Diễn biến

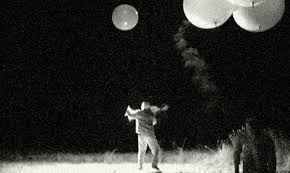
Joe Rudy thả một quả bóng bay có gắn pháo sáng. Chris Russo (quỳ gối) đang chuẩn bị phóng bóng bay.

Ngày 1 tháng 4 năm 2009, Rudy và Russo công khai lên tiếng rằng họ đã thực hiện trò lừa bịp này nhằm để "cho mọi người thấy những lời kể của nhân chứng không đáng tin cậy như thế nào, cùng với các nhà điều tra về UFO". Tiết lộ được bật mí dưới dạng một bài viết do cả hai chấp bút và nhờ Tạp chí Skeptic đăng tải trực tuyến giùm mình. Hai người đã mô tả chi tiết cách thức và lý do tại sao họ thực hiện trò lừa bịp này, đồng thời cung cấp các liên kết đến đoạn video quay cảnh họ chuẩn bị, thả bóng bay cũng như vụ đưa tin từ giới truyền thông và những dính líu về sau này.
Rudy và Russo đã thả 5 ngọn đèn sáng gắn chặt vào những quả bóng bay heli và cố tình để cho cư dân quanh vùng nhìn thấy trên không trung ngay tại Quận Morris, New Jersey. Những báo cáo về hiện tượng này đều tập trung ở các thị trấn Hanover Township, Morristown, Morris Plains, Madison và Florham Park.
Vốn sinh sống tại khu vực Morristown, cả hai cho biết họ đã tận mắt nhìn thấy luồng ánh sáng này khi đang lái xe trên Đại lộ Hanover ở Morris Plains. Họ bèn quay lại một số đoạn video và ảnh tĩnh làm bằng chứng, rồi cho đăng trên các đài tin tức, trang web, blog và YouTube. Ngay đến cả kênh News 12 New Jersey còn mời Rudy và Russo tới phỏng vấn về vụ chứng kiến này mà mãi về sau họ mới để lộ ra là bịa đặt hoàn toàn.
Ngày 5 tháng 1 năm 2009, lúc 8 giờ 28 phút buổi tối, sở cảnh sát Hanover Township nhận được cuộc gọi đầu tiên trong số nhiều cuộc gọi 9-1-1. Các sở cảnh sát lân cận cũng nhận được nhiều cuộc gọi tới tấp liên quan đến luồng ánh sáng kỳ lạ này. Trung úy Jim Cullen thuộc Sở Cảnh sát Morristown đã báo động cho Sân bay Morristown về nguy cơ có thể xảy ra với máy bay. Nhóm nhân viên của tháp kiểm soát không lưu ở sân bay này cho biết họ nhìn thấy thứ ánh sáng kỳ lạ trên bầu trời, nhưng không thể xác định đó là thứ gì. Cảnh sát Hanover Township còn liên lạc với Sân bay Morristown nhằm cố gắng nhận dạng vật thể này trên radar nhưng họ đành chịu thua vì khó mà xác minh nổi đó là thứ gì.
Các mạng tin tức lớn và địa phương liền đưa tin về câu chuyện này, và vô số trang web, bao gồm Mạng lưới UFO Song phương (MUFON), đã kịp thời đăng thông tin về vụ việc. Ngày 1 tháng 4 năm 2009, Rudy và Russo bèn tung đoạn video chứng minh họ chính là thủ phạm của trò lừa bịp này, chứng tỏ việc đánh lừa cái gọi là "chuyên gia" UFO dễ dàng như thế nào.
Ngày 7 tháng 4 năm 2009, Russo và Rudy thừa nhận tội trạng theo phán quyết của thành phố về tội gây rối trật tự và bị kết án phạt 250 đô la và 50 giờ lao động công ích tại Ủy ban Giải trí Hanover.

## Truyền thông
Vụ UFO Morristown được biết đến ngay trên trang chủ của bộ phim tài liệu truyền hình UFO Hunters của Mỹ. Người dẫn chương trình Bill Birnes đã tiến hành điều tra vụ chứng kiến ngày 5 tháng 1 năm 2009 và phỏng vấn một số nhân chứng. Trong suốt phim tài liệu nhỏ dài hai phần, Bill Birnes và nhóm của ông không chấp nhận những tuyên bố hoài nghi trước đây rằng những ánh đèn đó có thể là đèn trời hoặc pháo sáng của Trung Quốc. "Chúng tôi biết rằng đây không thể là pháo sáng được gắn vào một cấu trúc rắn chắc được."
Ngày 1 tháng 4 năm 2015, truTV đã giới thiệu trò lừa bịp UFO Morristown trên Best Hoaxes Ever, một chương trình kể lại những câu chuyện và trò lừa bịp nổi tiếng trên Internet.